# Cuvelage
Le cuvelage est l’ensemble des matériaux et des opérations pour garnir les parois d’un puits de mine à partir d'une trousse, c’est aussi l’introduction d’un tube métallique dans le forage d’un puits artésien. On appelle également cuvelage la protection des constructions situées en sous-sol contre les pressions hydrostatiques horizontales (terrains fluides, gorgés d'eau ou fortement humides).

## Protection des constructions en sous-sol

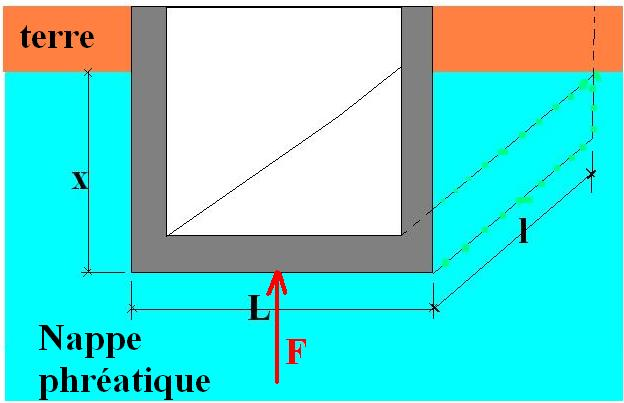
Poussée d'Archimède sur une dalle.

Il s’agit d’appliquer le principe d'Archimède et les propriétés des corps flottants pour évaluer la poussée des eaux sur les constructions en sous-sol.
- cas : ceci s’applique principalement à la protection des fondations dans le cas où la nappe phréatique, de par son niveau le plus haut, ne permet ni le drainage ni le pompage.
- travaux : on réalise un caisson étanche, appelé cuvelage, qui s’oppose au passage des eaux du milieu extérieur ou naturel, vers l’intérieur.
- solution :
  - On réalise une construction (à partir d'une trousse) dont le poids doit exercer une force verticale supérieure à la force d’Archimède :

La surface projetée de la construction S=Longueur. largeur, reçoit une poussée de bas en haut
{\displaystyle P>F=S.x}, avec P =  poids de la construction, S = surface de la base de la construction et x = hauteur de la construction immergée dans la nappe phréatique.
- ou, on réalise un ancrage de la construction avec des tirants enfoncés dans le sol sous la dalle.

### Cas concrets
- Parking sous habitation,
- Bassin de rétention,
- Fosse de rétention pour cuve de fluide ou de gaz enterrée,
- Bassin de piscine.

## Cuvelage demines
C’est l’opération de revêtement, en planche ou autre, des parois intérieures des puits et des galeries (soutènement) de mines pour éviter les éboulements. Le cuvelage a aussi pour fonction de faciliter l'aérage en diminuant les pertes de charge, les parois lisses exerçant moins de résistance à l'air.

## Méthode de la trousse coupante
Cette méthode est particulière à plus d'un titre. Elle consiste à construire le cuvelage en surface et à l'enfoncer progressivement dans le sol. Le cuvelage est donc réalisé avant le creusement du puits.
La description texto est la suivante :
Il arrive parfois que les terrains traversés sont, non seulement très aquifères, mais encore très ébouleux ; par exemple, on peut avoir à traverser un banc de sable imbibé d’eau. On a alors souvent employé un procédé dit de la trousse coupante.
Ce procédé consiste à enfoncer dans le terrain un tube étanche, qui n’est autre que le cuvelage, ou revêtement définitif du puits, et à le faire pénétrer à la façon d’un emporte-pièces. Pour cela, on monte le cuvelage au jour, assise par assise, et on le force à s’enfoncer au fur et à mesure de sa construction, en le munissant à sa base d’un sabot annulaire en acier, et tranchant. C’est à ce sabot tranchant qu'on donne le nom de trousse coupante. 
L'enfoncement de la trousse et du cuvelage qui la surmonte est provoqué par la pression de vérins à vis ou hydrauliques, ou quelquefois par le seul poids du cuvelage. Le terrain découpé par le sabot reflue à l’intérieur du cuvelage, et on le déblaie soit en épuisant l'eau avec des pompes et en enlevant le terrain à la main : dans ce cas, le procédé est à niveau vide ; soit en laissant l’eau envahir le fonçage et en enlevant le terrain avec des dragues manœuvrées de l'extérieur : c’est alors un procédé à niveau plein.
Le procédé de la trousse coupante, autrefois assez employé, perd de jour en jour du terrain à cause de ses difficultés d’application. Il est, en effet, très difficile de maintenir la verticalité du fonçage. Il est difficile d’obtenir un enfoncement régulier de la trousse qui parfois refuse de s’enfoncer, et d'autres fois se met à descendre avec une rapidité inquiétante. En résumé, le procédé est difficile à employer ; il est lent, coûteux et aléatoire. On ne l’emploie plus guère, et aujourd'hui les fonçages en terrains très aquifères sont exécutés par cimentation, et quelquefois par congélation.

## Puits artésien
C’est le tubage d’un puits artésien pour éviter que la poussée des eaux n’entraîne la terre et comble celui-ci.